# Sargis Hovsepian
Pour les articles homonymes, voir Hovsepian.
Sargis Hovsepian (en arménien : Սարգիս Հովսեփյան), né le 12 novembre 1972 à Erevan en Arménie, est un footballeur international arménien reconverti entraîneur. 
À de multiples reprises, capitaine de l'équipe d'Arménie de football, il détient le record de sélections avec 131 sélections sous le maillot arménien.
Il est le premier joueur arménien à avoir remporté trois titres de Footballeur arménien de l'année précédant Henrikh Mkhitaryan de quatre ans.

## Carrière de joueur

### En club
Sargis Hovsepian a commencé sa carrière dans les clubs de Malatia Erevan puis de Lori Vanadzor, tous deux aujourd'hui dissous.
En 1992, il rejoint le club de Homenetmen Erevan, qui sera renommé Pyunik Erevan en 1995. Dès 1992, il gagne son premier titre collectif, le championnat d'Arménie mais également sa première récompense individuelle, la première édition du titre de Footballeur arménien de l'année.
Transféré en 1998 au Zénith Saint-Pétersbourg, il y passera cinq saisons glanant au passage deux coupes nationales : la coupe de Russie en 1999 puis la coupe de la ligue en 2003. En 2003, il rejoint le Torpedo-Metallourg (club renommé en 2004, FK Moscou).
À l'issue de son unique saison au Torpedo-Metallourg, il revient au Pyunik Erevan avec lequel il accumule les titres de champion d'Arménie. En 2008, il obtient son troisième trophée de footballeur arménien de l'année, les deux précédents ayant également été obtenus lorsqu'il évoluait sous les couleurs du Pyunik. Il arrête sa carrière en 2012, à 39 ans.

### En sélection
Sargis Hovsepian commence sa carrière internationale lors du premier match de l'Histoire de l'équipe d'Arménie de football, le 14 octobre 1992, au Stade Hrazdan de Erevan lors de la rencontre entre l'Arménie et la Moldavie participant ainsi, à cet évènement fondateur de l'histoire du sport arménien.
Recordman du nombre de sélections en équipe d'Arménie de football, il compte 131 capes pour deux buts.
| But | Date             | Lieu   | Adversaire | Résultat | Compétition                        |
| --- | ---------------- | ------ | ---------- | -------- | ---------------------------------- |
| 1.  | 2 juin 2007      | Astana | Kazakhstan | 1-2      | Qualifications Euro 2008           |
| 2.  | 9 septembre 2009 | Erevan | Belgique   | 2-1      | Qualifications Coupe du monde 2010 |

NB : Les scores sont affichés sans tenir compte du sens conventionnel en cas de match à l'extérieur (Arménie-Adversaire)

### Carrière d’entraîneur

#### En club
Le 8 janvier 2013, il intègre le staff du FC Puynik pour assister l'entraineur Vardan Minasyan. Le 30 décembre de la même année, il est nommé entraîneur principal du club.

#### Sélectionneur national
Vardan Minasyan étant entraîneur du FC Puynik et sélectionneur national, il intègre aussi le staff de l'équipe d'Arménie le 8 janvier 2013. Il devient sélectionneur de l'équipe d'Arménie des moins de 19 ans le 6 mai 2014. 
Après la démission de Bernard Challandes le 30 mars 2015, il est nommé sélectionneur national de l'équipe d'Arménie le 28 avril 2015. il est remplacé en décembre 2015 par Varuzhan Sukiasyan.

## Statistiques de joueur
| Saison                | Club                      | Championnat           | Championnat | Championnat | Coupe(s) nationale(s) | Coupe(s) nationale(s) | Compétition(s) continentale(s) | Compétition(s) continentale(s) | Compétition(s) continentale(s) | Total | Total |
| Saison                | Club                      | Division              | M.          | B.          | M.                    | B.                    | Comp.                          | M.                             | B.                             | M.    | B.    |
| 1990                  | Malatia Erevan            | D4                    | 25          | 0           | -                     | -                     | -                              | -                              | -                              | 25    | 0     |
| 1991                  | Lori Kirovakan            | D3                    | 33          | 0           | -                     | -                     | -                              | -                              | -                              | 33    | 0     |
| Sous-total            | Sous-total                | Sous-total            | 58          | 0           | -                     | -                     | -                              | -                              | -                              | 58    | 0     |
| 1992                  | Pyunik Erevan             | D1                    | 33          | 1           | -                     | -                     | -                              | -                              | -                              | 33    | 1     |
| 1993                  | Pyunik Erevan             | D1                    | 24          | 2           | -                     | -                     | -                              | -                              | -                              | 24    | 2     |
| 1994                  | Pyunik Erevan             | D1                    | 27          | 1           | -                     | -                     | -                              | -                              | -                              | 27    | 1     |
| 1995                  | Pyunik Erevan             | D1                    | 8           | 0           | -                     | -                     | -                              | -                              | -                              | 8     | 0     |
| 1995-1996             | Pyunik Erevan             | D1                    | 22          | 2           | -                     | -                     | -                              | -                              | -                              | 22    | 2     |
| 1996-1997             | Pyunik Erevan             | D1                    | 21          | 0           | -                     | -                     | C3                             | 2                              | 0                              | 23    | 0     |
| 1997                  | Pyunik Erevan             | D1                    | 18          | 0           | -                     | -                     | C1                             | 2                              | 0                              | 20    | 0     |
| Sous-total            | Sous-total                | Sous-total            | 153         | 6           | -                     | -                     | -                              | 4                              | 0                              | 157   | 6     |
| 1998                  | Zénith Saint-Pétersbourg  | D1                    | 30          | 0           | 2                     | 0                     | -                              | -                              | -                              | 32    | 0     |
| 1999                  | Zénith Saint-Pétersbourg  | D1                    | 28          | 2           | 4                     | 0                     | C3                             | 2                              | 0                              | 34    | 2     |
| 2000                  | Zénith Saint-Pétersbourg  | D1                    | 20          | 0           | 1                     | 0                     | CI                             | 2                              | 0                              | 23    | 0     |
| 2001                  | Zénith Saint-Pétersbourg  | D1                    | 27          | 0           | 1                     | 0                     | -                              | -                              | -                              | 28    | 0     |
| 2002                  | Zénith Saint-Pétersbourg  | D1                    | 27          | 0           | 5                     | 0                     | C3                             | 4                              | 0                              | 36    | 0     |
| 2003                  | Zénith Saint-Pétersbourg  | D1                    | 10          | 0           | 1                     | 0                     | -                              | -                              | -                              | 11    | 0     |
| Sous-total            | Sous-total                | Sous-total            | 142         | 2           | 14                    | 0                     | -                              | 8                              | 0                              | 164   | 2     |
| 2003                  | Torpedo-Metallourg Moscou | D1                    | 13          | 0           | 1                     | 0                     | -                              | -                              | -                              | 14    | 0     |
| Sous-total            | Sous-total                | Sous-total            | 13          | 0           | 1                     | 0                     | -                              | -                              | -                              | 14    | 0     |
| 2004                  | Pyunik Erevan             | D1                    | 12          | 0           | -                     | -                     | C1                             | 4                              | 0                              | 16    | 0     |
| 2005                  | Pyunik Erevan             | D1                    | 21          | 0           | -                     | -                     | C1                             | 2                              | 0                              | 23    | 0     |
| 2006                  | Pyunik Erevan             | D1                    | 28          | 1           | -                     | -                     | C1                             | 2                              | 0                              | 30    | 1     |
| 2007                  | Pyunik Erevan             | D1                    | 25          | 4           | -                     | -                     | C1                             | 4                              | 0                              | 29    | 4     |
| 2008                  | Pyunik Erevan             | D1                    | 26          | 3           | -                     | -                     | C1                             | 2                              | 0                              | 28    | 3     |
| 2009                  | Pyunik Erevan             | D1                    | 26          | 5           | -                     | -                     | C1                             | 2                              | 0                              | 28    | 5     |
| 2010                  | Pyunik Erevan             | D1                    | 26          | 1           | -                     | -                     | C1                             | 2                              | 0                              | 28    | 1     |
| 2011                  | Pyunik Erevan             | D1                    | 26          | 0           | -                     | -                     | C1                             | 2                              | 0                              | 28    | 0     |
| 2012-2013             | Pyunik Erevan             | D1                    | 20          | 3           | -                     | -                     | C3                             | 2                              | 0                              | 22    | 3     |
| Sous-total            | Sous-total                | Sous-total            | 210         | 17          | -                     | -                     | -                              | 22                             | 0                              | 232   | 17    |
| Total sur la carrière | Total sur la carrière     | Total sur la carrière | 576         | 25          | 15                    | 0                     | -                              | 34                             | 0                              | 625   | 25    |

## Palmarès
En tant que joueur
- Pyunik Erevan
  - Champion d'Arménie en 1992, 1996, 2004, 2005, 2006, 2007, 2008, 2009 et 2010.
  - Vainqueur de la Coupe d'Arménie en 1996, 2004, 2009 et 2010.
  - Vainqueur de la Supercoupe d'Arménie en 1997, 2004, 2006, 2007, 2009.

- Zénith Saint-Pétersbourg
  - Vainqueur de la Coupe de Russie en 1999.
  - Vainqueur de la Coupe de la Ligue russe en 2003.

- Récompenses individuelles
  - Footballeur arménien de l'année en 1992, en 1995 et en 2008.

En tant qu'entraîneur
- Pyunik Erevan
  - Champion d'Arménie en 2015.
  - Vainqueur de la Coupe d'Arménie en 2014 et 2015.